# John Montgomery Ward
John Montgomery Ward (Bellefonte, Pensilvania, 3 de marzo de 1860-Augusta, Georgia, 4 de marzo de 1925) fue un jugador profesional estadounidense de béisbol que se desempeñó en la posición de campocorto en las Grandes Ligas de Béisbol (MLB). Es miembro del Salón de la Fama del Béisbol.

## Carrera
Ward jugó como profesional cinco temporadas en Providence Grays (1878-1882), después pasó a New York Giants (1883-1889), luego a Brooklyn Ward's Wonders (1890), posteriormente a Brooklyn Dodgers (1891-1892), y finalmente, regresó a New York Giants, donde jugó dos temporadas (1893-1894), y fue el equipo en el que se retiró.

## Reconocimiento
En 1964, ingresó como miembro al Salón de la Fama del Béisbol.